# リアルタイムPCR
リアルタイムPCR（Real-time PCR）は、定量PCR（Q-PCR）のひとつ。ポリメラーゼ連鎖反応 (PCR) による増幅を経時的（リアルタイム）に測定することで、増幅率に基づいて鋳型となるDNAの定量を行なう。 
この定量は蛍光色素を用いて行われ、インターカレーション法とハイブリダイゼーション法、LUX法がある。インターカレーション法では、二本鎖DNAに特異的に挿入（インターカレート）して蛍光を発する色素 (SYBR green I) を用いる。一方で、ハイブリダイゼーション法はTaqManプローブ法が最も一般的であり、DNA配列に特異的なオリゴヌクレオチドに蛍光色素を結合させたプローブを用いる方法である。

## SYBR Green法
SYBR green法の利点は、プローブの設計や用意を必要としないため、プローブアッセーと比べ安価である。欠点としては、プライマー二量体のような非特異的な二本鎖DNAも検出してしまうこと、マルチプレックス解析が行えないことが挙げられる。
プライマー二量体が非特異的に検出されていないかを確認するためには、融解曲線分析を行う。

### 融解曲線分析
融解曲線分析ではPCR後に、反応液の温度を徐々に上昇させ、SYBR Green Iのシグナルを検出する。温度が低い時は、二本鎖形成をしているため、蛍光シグナルが検出されるが、徐々に温度が上昇し融解温度に達すると、解離し1本鎖になるため、蛍光シグナルが急激に低下する。通常、プライマー二量体がない場合、反応液内の二本鎖形成をしているのは１つの増幅産物であるため、融解曲線のピークは１つであるが、反応液内で、目的産物以外の増幅が起きていたり、プライマー二量体形成が認められる場合は、ピークが2つ以上認められる。このような場合には、増幅産物を泳動しバンドが１つであるか確認する必要がある。まれにバンドが１つにもかかわらず、融解曲線分析でピークが１つでないことがあるが、GC含量に偏りがあると、融解曲線分析時に解離がいっきに起きないことがあり、このような場合はあまり問題としなくて良い。

### TaqManプローブ法
配列特異的なオリゴヌクレオチドの5'末端にレポーター、3'末端にクエンチャーを標識したプローブを用いる方法である。Realtime PCRではレポーターの蛍光物質を検出することで増幅を確認する。レポーターにはFITCやVICを用いることが多い。一方、クエンチャーはレポーターの蛍光を蛍光共鳴エネルギー転移（FRET）により消光させる標識物で、従来はTAMARAなどの蛍光物が用いられることが多かった。この場合、レポーターから受け取ったエネルギーを光として放出していたが、最近はEclipseやDABCYL、MGBなどのエネルギーを熱に変えるダーククエンチャーが用いられることが多い。後者の利点として、バックグランドが低いことが挙げられる。FRETはクエンチャーとレポーターの距離が離れると起こらなくなり、レポーターから蛍光が発せられる。PCR反応がすすみ、Taq DNAポリメラーゼの5'→3'エキソヌクレアーゼ活性によりハイブリダイズされていたTaqManプローブが加水分解されるとレポーターとクエンチャーの距離が離れ、蛍光シグナルが発せられ、これを検出することでPCR産物量を定量することが出来る。
TaqManプローブ法の利点は、特異的な配列をもつ蛍光プローブを用いるため、SYBR Green法のようなプライマー二量体の非特異的な検出がない点で特異度にすぐれる。また、複数のプローブに別の蛍光物質を標識しておけば、マルチプレックス解析を行うことも可能である。欠点としては、蛍光プローブを検出する配列ごとに設計、合成しなければならないため、SYBR Green法よりも費用と手間がかかることが挙げられる。

### 定量RT-PCR
リアルタイムPCR(real time PCR)は逆転写ポリメラーゼ連鎖反応（reverse transcription PCR; RT-PCR）と組み合わせて少量のmRNAの定量へ使われ、これにより特定の時間、細胞、組織での遺伝子の発現をみることができる。この組み合わせによる技法を"定量RT-PCR" (quantitative reverse transcription PCR) 法と呼ぶ。
リアルタイムの装置の中で逆転写反応を行うOne-step RT-qPCRとあらかじめ作成しておいたcDNAを用いてRT-qPCRを行うTwo-step RT-qPCRに大きく分けられる。前者はDNAの増幅で用いるものと同じプライマーを用いて逆転写反応を行う方法であり、感度、特異度が高く微量RNAの検出にすぐれる。また、チューブを移し替える回数が減るため、簡便でコンタミネーションの危険も少なくなる。

### 定量方法
Realtime PCRでの定量方法は、コピー数を算出する絶対定量法と相対値で発現を調べる相対定量法に分けられる。
絶対定量法とは、あらかじめ濃度の分かっている目的産物のDNAを段階希釈し、希釈系列を用いてReal time PCRを行い検量線を書き、濃度不明のサンプルのCt値を検量線にあてはめコピー数を計算するものである。主にウイルスや細菌の検出に用いられる。一方で、相対定量法は、主にmRNAの発現の定量に最も一般的に用いられている方法で、目的遺伝子とリファレンス遺伝子を同時に解析しリファレンス遺伝子に比べ、目的遺伝子がどれだけ発現しているかを相対的に比較したものである。前提条件として、リファレンス遺伝子と目的遺伝子の増幅効率が同じであること、解析する全てのサンプルでリファレンス遺伝子が安定して一定に発現していることが重要である。PCRの増幅効率を確認する方法としては、検量線の傾きをSlopeとし、{\displaystyle E=10^{-1/Slope}-1}で計算が出来る。

## 医療での応用
従来のPCRに比較して、リアルタイムPCRの導入によってB型肝炎ウイルス、C型肝炎ウイルス、ヒト免疫不全ウイルスの『定量』は感度の高い、かつ迅速なものとなっており、現在では主となっている。また結核菌群,新型コロナウイルス,RSウイルス,ヒトメタニューモウイルスの検査も製品化されている。

## リアルタイムPCR機器の応用
最近では、単純にPCR反応によるDNAやRNAの『定量』はもちろんのこと、High resolution melting (HRM)を用いた変異解析、SNP解析さらには、蛋白の定量など様々な用途に用いられてきている。

## 関連文献
- Higuchi, R., Dollinger, G., Walsh, P. S., and Griffith, R. 1992. Simultaneous amplification and detection of specific DNA sequences. Biotechnology 10:413–417.
- Higuchi, R., Fockler, C., Dollinger, G., and Watson, R. 1993. Kinetic PCR: Real time monitoring of DNA amplification reactions. Biotechnology 11:1026–1030.